# Tomb Raider (Junkie XL)
Tomb Raider is de originele soundtrack van Tom Holkenborg AKA Junkie XL voor de film Tomb Raider uit 2018. Het album werd digitaal uitgebracht op 9 maart 2018 en op cd op 16 maart 2018 door Sony Masterworks.
De aankondiging van de componist voor de film werd op 11 september 2017 door hemzelf op Instagram bevestigd. De filmmuziek werd uitgevoerd door een symfonieorkest in combinatie met elektronische muziek en percussie. De opnames vonden plaats op 6 en 7 januari 2018 in de Air Studios in Londen.

## Tracklijst
1. "Return to Croft Manor" (8:13)
2. "Seeking Endurance" (1:09)
3. "The Bag" (1:49)
4. "Path of Paternal Secrets" (3:39)
5. "The Devil's Sea" (4:11)
6. "Let Yamatai Have Her" (13:23)
7. "Figure In the Night (4:15)
8. "Remember This" (3;26)
9. "Never Give Up" (5:36)
10. "Karakuri Wall" (4:38)
11. "What Lies Underneath Yamatai (8:35)
12. "There's No Time" (4:01)
13. "Becoming the Tomb Raider" (7:15)
14. "The Croft Legacy" (2:00)